# 蘇格爾
35°11′N 1°30′E / 35.183°N 1.500°E

蘇格爾（阿拉伯语：‎，羅馬化：Sougueur），是阿爾及利亞的城鎮，位於該國北部提亞雷特省，是蘇格爾區的首府，面積258平方公里，海拔高度910米，2008年人口78,956，人口密度每平方公里306人。